# Välkommen åter
Välkommen åter var en svensk komediserie som hade premiär den 22 september 2010 på TV4. Handlingen var förlagd till ett varuhus där flera olika kvinnor driver butiker. Förutom dessa personer får man möta ledningen för varuhuset och annan personal.

## Handling
I varuhuset arbetar många egendomliga människor. Några är Anne-Marie (Sissela Kyle) och Rose-Marie (Pia Johansson) som driver varsin sminkbutik, väktarna Jenny (Babben Larsson) och Lisa (Liv Mjönes), Viktoria på sportavdelningen (Josephine Bornebusch), halvblinda Iris (Annika Andersson) och ekonomichefen Richter (Pia Johansson) som alla anställda skyr. Ofta uppstår besvärliga eller pinsamma situationer.

## Om serien
De medverkande huvudrollsinnehavarna är enbart kvinnliga komiker och skådespelare. Programmet är inspelat i Vällingby City. Den första säsongen släpps på DVD den 1 december 2010. Under säsongens gång kom ett antal gästroller in i serien, vara två spelade sig själva, P.O. Enquist och Camilla Läckberg.

### Produktion
Välkommen Åter! skapades och skrivs av Ola Norén, Roland Ulvselius, Katrin Sundberg, Stefan Wiik, Staffan Lindberg och Andreas Tottie. Serien var regisserad av Staffan Lindberg, och producerades av Jarowskij för TV4-Gruppen. Inspelningen skedde under maj och juni 2009 i varuhuset Vällingby City.

## Rollista
- Pia Johansson - Rose-Marie/Richter/Åse
- Sissela Kyle - Ann-Marie/Mona
- Christina Schollin - Maj
- Alexandra Rapaport - Karin
- Christine Meltzer - Ingegerd/Louise/röktjej
- Annika Andersson - Iris Skarp/Yvonne
- Katrin Sundberg - Eva
- Petra Mede - Monique/Janet Norén
- Babben Larsson - Jenny
- Liv Mjönes - Lisa
- Josephine Bornebusch - Viktoria
- Claire Wikholm - Viktoria Norén
- Nour El Refai - Moa Norén
- Birgitta Andersson - Gunnel (avsnitt 3, 4 och 7)
- Anna Blomberg - Lillemor/Röktjej
- Dan Ekborg - Hugo (avsnitt 2 och 9)
- P.O. Enquist - Sig själv (avsnitt 5)
- Camilla Läckberg - Sig själv (avsnitt 10)
- Pernilla Thelaus - Praktikanten Alice

## Avsnittsguide
| Nr | Titel        | Regisserad av    | Skriven av                                                                                   | Sändningsdatum    | Tittarantal (tusentals) |
| --- | ------------ | ---------------- | -------------------------------------------------------------------------------------------- | ----------------- | ----------------------- |
| 1 | "Avsnitt 1"  | Staffan Lindberg | Ola Norén, Roland Ulvselius, Katrin Sundberg, Stefan Wiik, Staffan Lindberg & Andreas Tottie | 22 september 2010 | 1 080                   |
| Väktaren Jenny börjar arbeta på varuhuset, personalens löner sänkts med 25 % efter ekonomiska problem och ingen vill ta hand om den nya praktikanten Alice. |              |                  |                                                                                              |                   |                         |
| 2 | "Avsnitt 2"  | Staffan Lindberg | Ola Norén, Roland Ulvselius, Katrin Sundberg, Stefan Wiik, Staffan Lindberg & Andreas Tottie | 29 september 2010 | 875                     |
| I leksaksbutiken samtalar Louise med Hugo och i bokavdelningen vägrar Åse sälja böcker skrivna av Camilla Läckberg.                                         |              |                  |                                                                                              |                   |                         |
| 3 | "Avsnitt 3"  | Staffan Lindberg | Ola Norén, Roland Ulvselius, Katrin Sundberg, Stefan Wiik, Staffan Lindberg & Andreas Tottie | 6 oktober 2010    | 661                     |
| En svordomsburk införskaffas av Lillemor och en snattare upptäcks av Jenny. Yvonne får reda på en hemlighet och Richter är sjuk.                            |              |                  |                                                                                              |                   |                         |
| 4 | "Avsnitt 4"  | Staffan Lindberg | Ola Norén, Roland Ulvselius, Katrin Sundberg, Stefan Wiik, Staffan Lindberg & Andreas Tottie | 13 oktober 2010   | 681                     |
| Praktikanten Alice blir Iris uppdrag. Richter blir frisk och Janet är rädd för att Moa är gravid.                                                           |              |                  |                                                                                              |                   |                         |
| 5 | "Avsnitt 5"  | Staffan Lindberg | Ola Norén, Roland Ulvselius, Katrin Sundberg, Stefan Wiik, Staffan Lindberg & Andreas Tottie | 20 oktober 2010   | 588                     |
| En blind kund tar hjälp av Iris. Yvonne letar i kontaktannonser och Åse träffar en idol.                                                                    |              |                  |                                                                                              |                   |                         |
| 6 | "Avsnitt 6"  | Staffan Lindberg | Ola Norén, Roland Ulvselius, Katrin Sundberg, Stefan Wiik, Staffan Lindberg & Andreas Tottie | 27 oktober 2010   | 588                     |
| Mona söker ägaren till en försvunnen plånbok och Jenny berättar om sitt tidigare jobb på Ullared. Yvonne bestämmer sig för att gå på speedejting.           |              |                  |                                                                                              |                   |                         |
| 7 | "Avsnitt 7"  | Staffan Lindberg | Ola Norén, Roland Ulvselius, Katrin Sundberg, Stefan Wiik, Staffan Lindberg & Andreas Tottie | 3 november 2010   | 732                     |
| Lillemor vill spela brännboll och Mona tar hand om Alice medan Karin måste tala inför styrelsen.                                                            |              |                  |                                                                                              |                   |                         |
| 8 | "Avsnitt 8"  | Staffan Lindberg | Ola Norén, Roland Ulvselius, Katrin Sundberg, Stefan Wiik, Staffan Lindberg & Andreas Tottie | 10 november 2010  | 588                     |
| I leksaksbutiken träffar Louise en vän. Richter skojar till det medan Karin letar efter ett nytt jobb.                                                      |              |                  |                                                                                              |                   |                         |
| 9 | "Avsnitt 9"  | Staffan Lindberg | Ola Norén, Roland Ulvselius, Katrin Sundberg, Stefan Wiik, Staffan Lindberg & Andreas Tottie | 17 november 2010  | 598                     |
| Iris går till opitkern och ett slaganfall drabbar Lillemor. Yvonne blir hemlös och Louise slipper jobba.                                                    |              |                  |                                                                                              |                   |                         |
| 10 | "Avsnitt 10" | Staffan Lindberg | Ola Norén, Roland Ulvselius, Katrin Sundberg, Stefan Wiik, Staffan Lindberg & Andreas Tottie | 17 november 2010  | 568                     |
| Alice slutar som pratikant och Åses värsta fiende hälsar på medan Yvonne och Monique fortsätter att bråka.                                                  |              |                  |                                                                                              |                   |                         |